# Bundesstraße 66
Die Bundesstraße 66 (Abkürzung: B 66) ist 50,0 km lang und führt von Barntrup nach Bielefeld.

## Verlauf
Die B 66 zweigt östlich von Barntrup von der B 1 ab und verläuft über Barntrup, Lemgo und Lage nach Bielefeld. In Lage kreuzt sie die B 239. Von dort führt sie weiter über Helpup nach Bielefeld. Zwischen Leopoldshöhe-Asemissen und der L 787/Ostring/Lagesche Straße in Bielefeld ist sie als autobahnähnliche Kraftfahrstraße ausgebaut. In diesem Verlauf kreuzt sie die Bundesautobahn 2 in Form eines Kleeblattes in Bielefeld-Hillegossen. Bis heute nicht realisiert wurde jedoch der Weiterbau dieser ehemals als Autobahn 35/36 geplanten Neutrassierung der B 66 bis zum Ostwestfalentunnel der B 61 an der Eckendorfer Straße, einer bereits gebauten Vorleistung für diese Trasse. Nach dem heutigen Ende der Kraftfahrstraße heißt sie ab der Ortseinfahrt in Bielefeld-Stieghorst Detmolder Straße und führt bis in die Bielefelder Innenstadt. Von dieser Ortseinfahrt zweigt auch der Ostring ab, der im weiteren Verlauf in das andere Ende der Eckendorfer Straße übergeht. Der Ostring und die Eckendorfer Straße nehmen mittlerweile fast den gesamten Durchgangsverkehr zur B 61 auf. Auf dem entsprechenden Wegweiserschild am Ende der Kraftfahrstraße wird der Durchgangsverkehr über den Ostring mit Hinweis "Alle Richtungen" gelenkt.

Die alte Streckenführung der B 66 durch die Bielefelder Stadtteile Hillegossen und Ubbedissen wurde zur K 15 umgewidmet.
Im September 2023 wurde die Ortsumgehung Barntrup als B 66n für den Verkehr freigegeben.
Südlich von Lemgo existiert zwischen der B 238 und der L 712 eine etwa vier Kilometer lange Neubautrasse als B 66n. Die eigentliche B 66 nach Barntrup führt durch die Lemgoer Innenstadt.
Der Abschnitt zwischen Bielefeld und Leopoldshöhe-Asemissen wird als B 66n neu errichtet. Der Spatenstich fand im August 2017 statt. Ende 2022 soll die neue Straße fertig sein. Die derzeit geschätzten Kosten belaufen sich auf etwa 30 Mio. Euro.

### Gebietskörperschaften
- Nordrhein-Westfalen
  - Kreis Lippe
    - Barntrup, Dörentrup, Lemgo, Lage, Oerlinghausen, Leopoldshöhe

  - kreisfreie Stadt Bielefeld

### Überquerte Gewässer
- Werre in Lage
- Bega in Lemgo

### Ferienstraßen
Zwischen Barntrup und Lemgo führt die Straße der Weserrenaissance entlang der B 66.

## Kurioses
In Anlehnung an den berühmten Highway in den USA wird die Straße häufig scherzhaft Route 66 genannt. Viele Anwohner sehen in ihr allerdings „eine ganz normale Bundesstraße“. Mit der Route Nationale 66 in Frankreich und der Route Nationale 66 in Belgien ist die deutsche Bundesstraße 66 Gegenstand des zweisprachigen Buchs Im Namen der Route 66 – Drei Reisen in Europa / Au nom de la Route 66 – Trois voyages en Europe von Roland Siegloff und Thierry Monasse.